# 蒂姆·巴塞特
尤金·蒂莫西·巴塞特（英語：Eugene Timothy Bassett，1951年4月1日—2018年12月9日），美国NBA联盟前职业篮球运动员。他在1973年的NBA选秀中第7轮第3顺位被水牛城勇士选中。